# Пархимів
Пархи́мів — село в Україні, у Остерській міській громаді Чернігівського району Чернігівської області. До 2020 орган місцевого самоврядування — Пархимівська сільська рада.
Населення становить 361 особа.

## Історія
Котова Савина Хутор та Пархимов(а) хутор було згадано в переписній книзі Малоросійського приказу (1666). Також наведено поіменні відомості про мешканців хуторів: 29 людей на 28 дворів, які мали загалом 61 вола та 3 коней.
За даними на 1859 рік у козацькому, казенному й власницькому селі Остерського повіту Чернігівської губернії мешкало 675 осіб (335 чоловічої статі та 340 — жіночої), налічувалось 90 дворових господарств, існувала православна церква.
1886 року тут був похований Михайло Чайковський — польський та український політичний діяч, письменник, нащадок гетьмана Івана Брюховецького.
Станом на 1886 у колишньому державному й власницькому селі Остерської волості мешкало 645 осіб, налічувалось 135 дворових господарства, існували православна церква, школа, постоялий будинок..
За переписом 1897 року кількість мешканців зросла до 944 осіб (462 чоловічої статі та 482 — жіночої), з яких всі — православної віри.
12 червня 2020 року, відповідно до розпорядження Кабінету Міністрів України № 730-р «Про визначення адміністративних центрів та затвердження територій територіальних громад Чернігівської області», увійшло до складу Остерської міської громади.
19 липня 2020 року, в результаті адміністративно - територіальної реформи та ліквідації колишнього Козелецького району, село увійшло до складу новоутвореного Чернігівського району Чернігівської області.

## Політика

### Парламентські вибори, 2019
На позачергових парламентських виборах 2019 року у селі функціонувала окрема виборча дільниця № 740290, розташована у приміщенні сільської ради.
Результати
- зареєстровано 235 виборців, явка 65,96%, найбільше голосів віддано за «Слугу народу» — 26,14%, за Всеукраїнське об'єднання «Батьківщина» — 18,95%, за Аграрну партію України — 17,65%[8]. В одномандатному окрузі найбільше голосів отримав Борис Приходько (самовисування) — 28,19%, за Олега Дмитренка (самовисування) — 24,16%, за Сергія Коровченка (самовисування) — 20,81%[9].

## Населення

### Мова
Розподіл населення за рідною мовою за даними перепису 2001 року:
| Мова       | Кількість | Відсоток |
| ---------- | --------- | -------- |
| українська | 468       | 98.94%   |
| російська  | 5         | 1.06%    |
| Усього     | 473       | 100%     |

## Пам'ятки
- Братська могила[d] 9 радянських воїнів, які загинули під час оборони села восени 1941р. та при звільненні села у вересні 1943р. і пам'ятний знак воїнам-односельчанам, які загинули в 1941-1945рр.;
- Могила[d] громадського та політичного діяча, письменника М.С. Чайковського;
- Поселення[d] (5-3 тис. до н.е.);